# Prichsenstadt
Prichsenstadt is een plaats in de Duitse deelstaat Beieren, en maakt deel uit van het Landkreis Kitzingen.
Prichsenstadt telt 3.057 inwoners.

## Stadsdelen
- Altenschönbach
- Bimbach
- Brünnau
- Järkendorf
- Kirchschönbach
- Laub
- Neudorf
- Neuses am Sand
- Prichsenstadt
- Stadelschwarzach

Abtswind ·
Albertshofen ·
Biebelried ·
Buchbrunn ·
Castell ·
Dettelbach ·
Geiselwind ·
Großlangheim ·
Iphofen ·
Kitzingen ·
Kleinlangheim ·
Mainbernheim ·
Mainstockheim ·
Markt Einersheim ·
Marktbreit ·
Marktsteft ·
Martinsheim ·
Nordheim am Main ·
Obernbreit ·
Prichsenstadt ·
Rödelsee ·
Rüdenhausen ·
Schwarzach am Main ·
Segnitz ·
Seinsheim ·
Sommerach ·
Sulzfeld am Main ·
Volkach ·
Wiesenbronn ·
Wiesentheid ·
Willanzheim